# مجتمع التاريخ الفرنسي

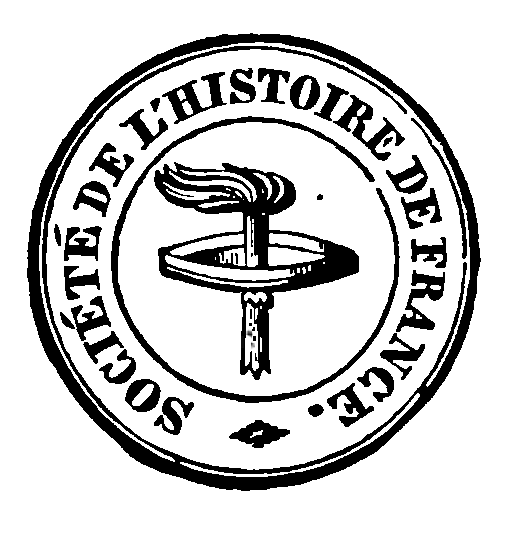

مجتمع التاريخ الفرنسي هو مجمع تم تأسيسه عام 1833 في فرنسا.

## مجتمع التاريخ الفرنسي
هو مجتمع تم تأسيسه في 13 كانون الثاني 1833 بتشجيع من وزير الـتعليم العام الفرنسي فرانسوا جيزو للمساهمة في تجديد علم التاريخ التي غذّاها اهتمام واسع النطاق في التاريخ الوطني ممثلاً بالحقبة الرومانسية. في 31 تموز 1851 وافق الرئيس لويس- نابليون بونبارت على أنه موضع اهتمام عام. لمدة تزيد على 175 عاماً، كان مجتمع التاريخ الفرنسي إحدى القوى الأساسية في نشر النصوص والوثائق المتعلقة بالتاريخ الفرنسي. تم انتخاب عدة مؤرخين فرنسيين مهمين في القرنين التاسع عشر والعشرين  لتولي رئاسته السنوية. في البداية كان مجاله محصوراً بالفترة ما قبل 1789، لكنه تشرب لاحقاً مجتمع التاريخ المعاصر عام 1927.
تجاوز عدد الطبعات النقدية والدوريات (تم دمج النشرات والإصدارات السنوية منذ عام 1863 تحت عنوان نشرات-سنوية مجتمع التاريخ الفرنسي) 500 مجلد، وتحتوي على مصادر تاريخية معتبرة وهي بشكل أساسي: سجلات ومذكرات ويوميات ورسائل. كما احتوت على وثائق أخرى مثل سجلات مالية وقضائية.
هناك نسبة كبيرة من جميع المجلدات المنشورة لغاية عام 1940 يمكن الوصول إليها بشكل مجاني عن طريق الإنترنت،من خلال المكتبة الرقمية للمكتبة الوطنية الفرنسية (جاليكا) وكتب جوجل.  
يجتمع المجتمع مرتين سنوياً لمحاضرة متعلقة بموضوع تاريخي، وفي المناسبات يعقد مؤتمرات لجمهور أوسع.
العضوية مفتوحة للمؤرخين المحترفين والهواة الجادين الراغبين في دعم نشاطات المجتمع والمشاركة فيها.
يقدم موقع المجتمع الإلكتروني_ضمن مصادر أخرى_ كاتالوجاً كاملاً للمنشورات (مع روابط لكل العناوين المتاحة للقراءة أو الشراء عبر الإنترنت ) وفهرساً عاماً للمقالات والوثائق المنشورة في النشرات السنوية منذ عام 1911 وحتى الوقت الحاضر.
الرئيس الحالي للمجتمع هي كلود جوفار.